# Eigenverantwortung
Als Eigenverantwortung oder Selbstverantwortung (auch Eigenverantwortlichkeit) bezeichnet man die Bereitschaft und die Pflicht einer Person, für das eigene Handeln und Unterlassen Verantwortung zu übernehmen. Das bedeutet, dass man für das eigene Tun und Unterlassen einsteht und die Konsequenzen, etwa in Form von Sanktionen, dafür trägt. Das Konzept ist sowohl in der Organisationslehre als auch von juristischer und sozioökonomischer Bedeutung. Es stellt eine Grundlage der Ideologie des Liberalismus dar. In dessen Ausprägung des Neoliberalismus bedeutet dies eine Pflicht des Einzelnen, sich aus eigener Kraft an äußere Umstände anpassen zu können.

## Allgemeines
Zu den Konsequenzen zählt z. B., dass Kapitalanleger für ihre Anlageentscheidungen unter bestimmten Voraussetzungen selbst haften („Haftungsprinzip“), also etwaige Verluste selbst tragen müssen. Deswegen sind mit allen Entscheidungen auch Konsequenzen verbunden, so dass sich der Entscheidungsträger bei Entscheidungen gleichzeitig auch seiner Eigenverantwortung bewusst sein muss. Auf dieses Haftungsprinzip – „Wer den Nutzen hat, muss auch den Schaden tragen“ – wies neben anderen auch Walter Eucken hin.
Das Prinzip der Eigenverantwortung basiert auf dem liberalen Ideal eines mündigen, selbstbestimmten Menschen, wie er z. B. von John Stuart Mill als „aktiver Staatsbürger“ beschrieben wurde. Aus diesem Prinzip folgt keine Ablehnung, Verantwortung für Andere zu übernehmen (→ Solidarität). Sozialpolitik soll sich jedoch entsprechend dem Subsidiaritätsprinzip im Wesentlichen auf Hilfe zur Selbsthilfe beziehen und Anreize zum möglichst selbstständigen Handeln aller Individuen nicht verhindern.

## Organisationslehre
Eigenverantwortung ist in der Organisationslehre die Verantwortung für eigenes Handeln. Als Gegensatz gilt die Fremdverantwortung. Bei der Delegation von Aufgaben, Kompetenzen und Verantwortung gehört die Eigenverantwortung wie auch die Fremdverantwortung zur letzteren Kategorie. Eigenverantwortung aufgrund fehlerhafter Weisungen muss nach überwiegender Auffassung der Fachliteratur nicht übernommen werden, wenn der Weisungsgeber die Fehlerhaftigkeit seiner Weisung erkannte oder hätte erkennen müssen. Wird eine rechtmäßige Weisung eines Vorgesetzten durch Ausführungsstellen fehlerhaft umgesetzt, muss der Vorgesetzte die Fremdverantwortung und die Ausführungsstelle die Eigenverantwortung übernehmen. Bei rechtswidrigen Weisungen trägt der Vorgesetzte stets die volle Eigen- und Fremdverantwortung, der ausführende Mitarbeiter nur dann Eigenverantwortung, wenn er die Rechtswidrigkeit kannte.

## Juristische Perspektive
In juristischer Perspektive bezeichnet der Begriff der Eigenverantwortung – auch Eigen-Verantwortung – eine Gruppe von Normen, die den Akteuren Gestaltungsspielraum im Hinblick auf die gesetzlich vorgegebenen materiellen Ziele belassen, gleichzeitig aber einen institutionellen Kontext bereitstellen, die – ausgehend von der vorfindlichen Motivationslage der Akteure (also deren Eigeninteresse) – hinreichende Impulse vermitteln, die erwarten lassen, dass die Akteure die regulativ intendierten Handlungsbeiträge auch erbringen. Dazu bedient sich das Recht oftmals prozeduraler Vorgaben, aber auch Obliegenheiten sowie vielfältiger Vorgaben zur Information, Kommunikation und Kooperation mit anderen Akteuren. Ob diese Impulse ausreichen, das gesetzlich vorgegebene Ziel zu erreichen oder aber – unter Verstoß gegen das Übermaßverbot – zu weitreichende Einschränkungen der unter anderem durch das Grundgesetz geschützten Freiheit der Akteure mit sich bringen, lässt sich in der Regel nicht allein aus der Rechtsnorm selbst ableiten; dazu bedarf es vielmehr einer verhaltenswissenschaftlichen Analyse, etwa in Gestalt der Institutionenanalyse.
Der Gesetzgeber verwendet vor allem im Sozialrecht den Rechtsbegriff Eigenverantwortung, so z. B. in § 1 Abs. 2 SGB II, § 1, § 2 Abs. 1 SGB V, § 6, § 7 Abs. 1, § 31 Abs. 3 SGB XI; aber auch im Scheidungsrecht gemäß § 1569 BGB und im Umweltrecht gemäß § 61 KrWG gilt der Grundsatz der Eigenverantwortung. Die Rechtswirklichkeit verlangt vom Bürger in verschiedenen Rechtsbereichen eigenverantwortliches Verhalten.

## Sozioökonomische Perspektive
In der Diskussion um die Grenzen des Sozialstaats wurde der Begriff Eigenverantwortung im 20. Jahrhundert zum politischen Schlagwort. Ludwig Erhard etwa sah in der Eigenverantwortung die der Sozialen Marktwirtschaft zugrunde liegende geistige Haltung. Die einzelnen Wirtschaftssubjekte sollen für ihr Handeln auch die volle Verantwortung tragen bzw. haften. Deshalb kritisierten Teile des Ordoliberalismus die Gesellschaft mit beschränkter Haftung. Vor dem Hintergrund der Finanzkrise ab 2007 kam es zu staatlichen Rettungsmaßnahmen von systemrelevanten Banken, was dem Prinzip der Eigenverantwortung widerspricht. In Deutschland soll z. B. das Restrukturierungsgesetz dazu beitragen, dass Banken ihre Schieflagen eigenverantwortlich bewältigen.
Laut der Wirtschafts- und Gesellschaftsphilosophie des Neoliberalismus ist jeder Einzelne seines eigenen Glückes Schmied und daher für die eigene wirtschaftliche Situation, wie zum Beispiel im Fall von Arbeitslosigkeit, selbst verantwortlich. Die damalige britische Premierministerin Margaret Thatcher äußerte deshalb 1987 bezüglich ihrer wirtschaftsliberalen Reformen in einem berühmten Zitat, dass es so „etwas wie Gesellschaft [...] nicht“ gebe, sondern „nur einzelne Männer und Frauen und ihre Familien“ und Menschen „sich zuerst um sich selbst kümmern“ müssten.
In den USA basiert das Wirtschaftsmodell auf der Annahme, dass jeder durch die Übernahme von Eigenverantwortung „vom Tellerwäscher zum Millionär“ werden könne. Dies geht mit der Ansicht einher, Erfolglosigkeit als selbstverschuldet zu betrachten. Der Glaube an die Eigenverantwortung des Individuums ist dabei Teil des American Way of Life und spielt eine zentrale Rolle im American Dream. Auch für das aus den USA stammende Wohlstandsevangelium ist er von Bedeutung. Die religiöse Dimension dieser Mentalität in den USA zeigt auch eine Umfrage des Meinungsforschers George Barna, nach der 82 Prozent der Befragten das Sprichwort „Hilf dir selbst, so hilft dir Gott“ irrtümlicherweise für ein Bibelzitat halten. Laut einer Umfrage des Pew Research Centers von 2016 lehnen auch 57 Prozent der Amerikaner die Auffassung ab, dass Erfolg im Leben größtenteils von Faktoren bestimmt wird, die sich der Kontrolle des Einzelnen entziehen (während dies in Deutschland nur 31 Prozent tun). In Verbindung mit Vorstellungen von Eigenverantwortung ist im amerikanischen politischen Diskurs gegenwärtig der Spruch „Pull yourself up by your bootstraps“ verbreitet, da er bedeuten soll, dass der Einzelne ohne fremde Hilfe voranzukommen habe. Ursprünglich war der Spruch jedoch verwendet worden, um eine unrealistische Behauptung ins Lächerliche zu ziehen, da die in ihm genannte Handlung physikalisch unmöglich ist.
Eigenverantwortung spielt auch, insbesondere in den USA, in Teilen der Esoterik eine Rolle. So wird beim Glauben an das Gesetz der Anziehung davon ausgegangen, dass der Einzelne die Kraft habe, durch Positives Denken eine Verbesserung physischer Umstände bewirken zu können (sogenanntes „Manifestieren“), wie dies zum Beispiel in dem Film The Secret behauptet wird. Dies bedeutet im Umkehrschluss, dass unglückliche Lebensumstände selbstverschuldet seien.
Einem Ansatz von Pierre Bourdieu zufolge würden Menschen aber durch eine Individualisierung im Sinne sogenannter Selbstverantwortung an den Rand der Gesellschaft gedrängt werden. Die Politologin und Journalistin Juliane Marie Schreiber sieht im Terminus Eigenverantwortung einen „Kampfbegriff, um wachsende soziale Ungleichheit den Einzelnen in die Schuhe zu schieben.“ Das Positive Denken sei „somit auch politisch“, da es den Status quo stabilisiere. Der Roman Mindset von Sebastian Hotz kritisiert die von Selbstoptimierungs-Coaches verbreitete Einstellung, dass jeder mit dem vermeintlich „richtigen Mindset“ im Wirtschaftsleben erfolgreich sein könne und für Armut daher selbst verantwortlich sei. Die Kommunikationswissenschaftler Sarah Banet-Weiser und Jack Bratich betrachten die Fokussierung auf Eigenverantwortung als einen neoliberalen Schwindel, der von systemischen Problemen ablenke. Laut beiden habe der Neoliberalismus, falls sich seine Versprechungen von individuellem Erfolg nicht erfüllen, keine andere Antwort darauf als die Verantwortung hierfür beim Einzelnen selbst zu suchen, wofür Banet-Weiser und Bratich die Pick-Up-Szene als Beispiel anführen.
In der Diskussion um sogenannte „Helikopter-Eltern“ wird häufig kritisiert, dass Kinder, bei denen dieser Erziehungstil angewendet werde, später keine Eigenverantwortung übernehmen könnten.